# 龔耀輝
龔耀輝，香港會計師、財經專欄作家。九龍華仁書院、香港城市大學會計系畢業，香港科技大學投資管理學（金融工程）碩士。曽為中國金融租賃行政總裁、香港會計師公會理事、年青會計師協會創會會員。也每週為香港有線電視財經資訊台的清談節目Money Cafe擔任節目嘉賓。

## 財經專欄
曾以筆名「方卓如」在《信報財經新聞》與《蘋果日報》專欄撰文，題材主要圍繞管理批評及財務分析，間中也會寫一些辦公室愛情故事。
2008年開始以本名在《信報》撰寫「中金內望」專欄。在4月3日題為〈答客問〉的文章承認自己就是方卓如，筆名的靈感來自當時《信報》另一作家蔡東豪的筆名「原復生」:
|  | 他是「原」，我是「方」；他叫「復生」，譚嗣同的字，我就叫「卓如」，梁啟超的字。 |

## 外部連結
- 方卓如部落格《國金外望》 （页面存档备份，存于）
- 方卓如蘋果日報專欄《國金眺望》